# Conn Findlay
Conn Findlay, född den 24 april 1930 i Stockton, Kalifornien, död 8 april 2021, var en amerikansk seglare och roddare.
Han tog OS-brons i tempest i samband med de olympiska seglingstävlingarna 1976 i Montréal.